# Kumulationseffekt in der IT-Sicherheit
Als Kumulationseffekt (von lateinisch cumulare = aufhäufen) bezeichnet man im Bereich der IT-Sicherheit einen Effekt, der durch Anhäufung mehrerer (auch kleinerer) Schäden auf einem IT-System einen insgesamt höheren Gesamtschaden entstehen lässt.
Beispiel: Auf einem Server sind fünf Anwendungssysteme installiert, von denen jedes einen „mittleren“ Schutzbedarf aufweist. Nach dem sogenannten Maximumprinzip erhält der Server den Schutzbedarf „mittel“. Der Kumulationseffekt (hervorgerufen durch fünf installierte Anwendungssysteme), weist nun aber darauf hin, dass zu überlegen ist, ob der Schutzbedarf des Servers nicht höher als „mittel“ einzustufen ist, weil der Gesamtschaden bei einem Ausfall höher als mittel sein kann/wird.